# David Mabuza
Pour les articles homonymes, voir Mabuza.
David Dabede Mabuza, né le 25 août 1960 à Brondal (Transvaal, Union d'Afrique du Sud) et mort le 3 juillet 2025 à Sandton (Gauteng, Afrique du Sud), est un homme politique sud-africain, membre du Congrès national africain, député et vice-président d'Afrique du Sud du 27 février 2018 au 28 février 2023.

## Biographie

### Jeunesse et formation
David Dabede Mabuza est né le 25 août 1960 à Brondal, une petite localité située à une vingtaine de kilomètres au nord-ouest de Nelspruit dans la région orientale de la province du Transvaal en Afrique du Sud. Il est diplômé du lycée Khumbula et d'un certificat national d'enseignant obtenu au Mngwenya College of Education en 1985. Il a poursuivi ses études à l'université d'Afrique du Sud où il a obtenu un certificat en éducation et, en 1989, un baccalauréat es arts.

### Carrière
David Mabuza a enseigné au Département d’éducation du bantoustan du KaNgwane de 1986 à 1988 et a été directeur de l’école secondaire de Lungisani de 1989 à 1993.

#### Carrière politique
David Mabuza s'est engagé très jeune dans la vie politique et syndicale de son pays.

#### Carrière syndicale
De 1984 à 1985, David Mabuza est secrétaire de l'Organisation des étudiants d'Azanie (AZASO) et est recruté en 1986 par Mathews Phosa au sein du Front démocratique uni (UDF). Il est ensuite président du National Education Union of South Africa (1986 à 1988), trésorier de la Foundation for Education with Production et coordinateur du National Education Crisis Committee (de 1987 à 1989). De 1988 à 1991, il est président du South African Democratic Teachers Union.

#### Carrière politique au niveau provincial
De 1994 à 1998, David Mabuza est membre du Conseil exécutif (MEC) pour l'éducation de la nouvelle province du Mpumalanga puis membre du MEC pour le logement (1999-2001). Président régional du Congrès national africain (ANC) pour le Mpumalanga, il est membre du Comité exécutif provincial de l'ANC de 1998 à 2006.
Membre de l'Assemblée législative de la province de Mpumalanga de 1999 à 2001, il est ensuite député à l'Assemblée nationale de 2001 à 2004 puis de nouveau membre de l'Assemblée législative de Mpumalanga de 2004 à 2007.
Vice-président de l'ANC de la province de Mpumalanga, il est chargé (MEC) des routes et des transports de la province de 2007 à 2008, année où il devient le président de l'ANC pour le Mpumalanga et chargé (MEC) de l'agriculture et de l'administration des terres du Mpumalanga de 2008 à 2009.
En 2007, il a soutenu la campagne de Jacob Zuma pour devenir président de l'ANC et est devenu membre du Comité exécutif national de l'ANC (NEC). Le 10 mai 2009, il est devenu Premier ministre de Mpumalanga.

#### Carrière politique au niveau national
En 2017, au cours de la campagne électorale interne au sein de l'ANC pour sélectionner le successeur de Zuma,  David Mabuza a d'abord soutenu un rival de Ramaphosa avant de rallier ce dernier. Le 18 décembre 2017, Mabuza est élu vice-président de l'ANC face à Lindiwe Sisulu et le 26 février 2018, Cyril Ramaphosa le nomme au poste de vice-président de l'Afrique du Sud.
Le 20 mars 2018, David Mabuza a prononcé son premier discours au Parlement et, pour la première fois, a répondu aux questions des députés en tant que vice-président de l'Afrique du Sud. Le 21 mars 2018, David Mabuza a pris la parole lors de la commémoration de la Journée des droits de l'homme à Sharpeville, alors que le président Ramaphosa était en déplacement en dehors du pays pour des raisons officielles. En février 2023, David Mabuza démissionne de son poste de vice-président d'Afrique du Sud.